# Асин, Роман Алексеевич
Роман Алексеевич Асин (1 ноября 1941, Ленинград, СССР) — советский футболист, вратарь.

## Биография
Обучался в 242 школе Октябрьского района, поступил в Ленинградский технологический институт. В 1957 году играл в командах гороно и в футбольной школе Ленинграда. В 1958 году играл в команде класса «Б» ЛТИ. В 1959—1961 — в составе ленинградского «Зенита». Дебютировал 5 ноября 1959 года в матче с ЦСК МО (0:2). В следующем сезоне провёл четыре матча, в 1961 году — один. В 1962—1963 годах играл за ленинградский СКА, в 1964 — за «Тралфлотовец» Мурманск. В 1966 году сыграл два матча за «Динамо» Ставрополь, но из-за проблем с алкоголем был исключён из команды с запретом выступать во всех соревнованиях за команды классов «А» и «Б».
Ушел из жизни. Похоронен на Красненьком кладбище в Санкт-Петербурге.